# Лорие, Юрий Иванович
 Лорие, Юрий Иванович — советский терапевт-гематолог, доктор медицинских наук, профессор.

## Биография
В 1944 году окончил с отличием 1-й Московский медицинский институт и был призван в ряды действующей армии, где служил в бронетанковых войсках 2-го Белорусского фронта.
В 1946 году после демобилизации из армии он поступил в аспирантуру Института терапии АМН СССР.
В 1951 году Лорие Ю. И. защитил кандидатскую диссертацию на тему «Некоторые данные о кроветворении при гипертонической болезни».
С 1951 по 1953 год Ю. И. Лорие работал младшим научным сотрудником Института терапии АМН СССР.
С 1953 по 1965 год — работал в Центральном институте гематологии и переливании крови Минздрава СССР младшим, а затем старшим научным сотрудником.
В 1964 году Юрий Иванович защитил докторскую диссертацию на тему «Клиника гемолитических анемий»
В 1965 году он возглавил гематологическое отделение Института экспериментальной и клинической онкологии и работал там до последних дней своей жизни.
Он был членом правлений Всесоюзного, Всероссийского и Московского научных обществ гематологов и трансфузиологов, членом правления Московского научного общества терапевтов, ответственным секретарем журнала «Проблемы гематологии и переливания крови», членом редакционной коллегии журнала «Клиническая медицина», редактором редакционного отдела «Гематология» в 3-м издании Большой медицинской энциклопедии, членом редколлегий ряда сборников по проблемам гематологии и онкологии.

## Научная деятельность
Ю. И. Лорие опубликовал 150 научных работ, в том числе 3 монографии. Он занимался изучением гемобластозов. Под его руководством подготовлено и защищено 19 докторских и кандидатских диссертаций. Юрий Иванович осваивал морфологию в клинике академии АМН СССР И. А. Кассирского.
Он предложил клинико-лабораторное выделение аутоиммунной гемолитической анемии как нозологической формы, а также как симптома, чаще всего осложняющего хронического лимфолейкоза и являющегося основной причиной анемии при нем.
Он одним из первых в стране со своими сотрудниками применили радикальное лучевое лечение лимфогранулематоза; он впервые широко стал использовать при этом заболевании диагностическую лапаротомию со спленэктомией.
Трудился над разработкой вопросов дифференциальной диагностики и лечения гематосарком и классификаций острых лейкозов и гематосарком.

## Научные работы
- глава «Гемобластозы» в 2-томной монографии «Клиническая онкология» (под редакцией Н. Н. Блохина и Б. Е. Петерсона, 1971 и 1979)
- разделы в книгах «Новое в гематологии» (под редакцией А. И. Воробьева и Ю. И. Лорие. 1974)
- «Лечение генерализованных форм опухолевых заболеваний» (под редакцией Н. Н. Блохина и Ш. Экхарда, 1976)
- «Химиотерапия злокачественных опухолей» (под редакцией Н. Н. Блохина, 1977)
- «Руководство по гематологии» (под редакцией А. И. Воробьева и Ю. И. Лорие, 1979

## Семья
- Дед - Фёдор Антонович Лорие (1858-1920), российский ювелир.
- Отец - Иван Федорович Лорие (1889-1972), советский гастроэнторолог, доктор медицинских наук, профессор.